# Arctosa darountaha
Arctosa darountaha este o specie de păianjeni din genul Arctosa, familia Lycosidae, descrisă de Roewer, 1960.
Este endemică în Afghanistan. Conform Catalogue of Life specia Arctosa darountaha nu are subspecii cunoscute.